# Kněževes (Nyugat-prágai járás)
Kněževes település Csehországban, Nyugat-prágai járásban. Kněževes Prága, Dobrovíz, Středokluky és Tuchoměřice településekkel határos. Lakosainak száma 653 fő (2024. január 1.).

## Népesség
A település lakosságának változását az alábbi diagram mutatja:
| Lakosok száma | 430  | 450  | 508  | 577  | 604  | 595  | 591  | 614  | 651  | 653  |
|               | 1869 | 1900 | 1921 | 1961 | 1980 | 2011 | 2016 | 2019 | 2021 | 2024 |